# Atanatos
Atanatos (řecký název, znamená nesmrtelnost) byla německá black/thrash metalová kapela založená roku 1993 ve městě Jena v Durynsku pod názvem Anus Praeter. V roce 1995 došlo ke změně názvu na Atanatos.

## Historie
Mezi zakládající členy patřili v roce 1993 hudebníci Jan Gropp (kytara, zpěv) a René Gropp (kytara). Společně s baskytaristou Janem Kocherem natočili první demo Quem Pastores Laudavere. Poté nastala výměna bubeníka, do kapely přišel Timur Kiper a v listopadu 1994 také klávesistka Bianka. Začátkem roku 1995 se skupina Anus Praeter přejmenovala na Atanatos. Na podzim roku 1995 vyšlo druhé demo Ancient Blood a o rok později split EP Thuringian Circle (společně s kapelou Impending Doom). Na začátku roku 1997 kapela podepsala smlouvu s německou vydavatelskou firmou Last Episode, která jí v květnu vydává mini CD Assault of Heathen Forces a v lednu 1998 debutovou LP desku The Oath of Revenge.
Není přesně známo, kdy se kapela rozpadla, pravděpodobně v roce 2007. Poslední (třetí) řadové album Beast Awakening vyšlo v roce 2006.

## Diskografie
Dema
- Quem Pastores Laudavere (1994) – pod názvem kapely Anus Praeter
- Ancient Blood (1995)
- Beast Awakening (2003)

Studiová alba
- The Oath of Revenge (1998)
- Devastation – The Third Attack (1999)
- Beast Awakening (2006)

EP
- Assault of Heathen Forces (1997)

Singly
- Castle in the Dark (1998)

Split nahrávky
- Thuringian Circle (1996) – split 7" vinyl společně s německou kapelou Impending Doom